# Manfred Winkler
Manfred Winkler (* 27. Oktober 1922 in Putilla, Bukowina, Rumänien; † 12. Juli 2014 in Jerusalem) war ein israelischer Schriftsteller.

## Leben
Manfred Winkler war der Sohn eines jüdischen Rechtsanwalts. Er besuchte die Schule in Czernowitz. Nach der sowjetischen Besetzung der Nordbukowina im Jahre 1940 wurden seine Eltern und sein Bruder von den sowjetischen Behörden in Putilla verhaftet und nach Sibirien deportiert. Manfred Winkler entging dieser Maßnahme, weil er sich in Czernowitz aufhielt; nachdem die Stadt 1941 rumänisch geworden war, wurde er jedoch seinerseits von den rumänischen Behörden deportiert. 1944 kehrte er nach Czernowitz zurück. Nach Ende des Zweiten Weltkrieges wurde er mit zahlreichen anderen Juden aus der nunmehr wieder zur Sowjetunion gehörenden Bukowina nach Rumänien repatriiert. In den Fünfzigerjahren lebte Winkler in der Stadt Timișoara (Banat), wo er als Arbeiter und Techniker tätig war. Daneben veröffentlichte er einige Gedichtbände in deutscher Sprache. Während dieser Zeit gehörte er der Deutschen Sektion des Rumänischen Schriftstellerverbandes an.
1959 gelang Manfred Winkler die Ausreise nach Israel. Nachdem er sich dort schon bald die hebräische Sprache angeeignet hatte, studierte er von 1959 bis 1963 hebräische und jiddische Literatur an der Hebräischen Universität Jerusalem. Anschließend war er als Archivar tätig; er leitete das Theodor-Herzl-Archiv in Jerusalem und war beteiligt an der Herausgabe der Werke Theodor Herzls. Seit 1981 lebte er als freier Schriftsteller in Jerusalem.
Manfred Winkler war Verfasser von Gedichten in hebräischer und deutscher Sprache. Daneben übersetzte er literarische Texte aus dem Deutschen und Rumänischen ins Hebräische. Winkler war auch als Bildhauer tätig.
Manfred Winkler war Mitglied des Israelischen Schriftstellerverbandes und des PEN-Zentrums Deutschsprachiger Autoren im Ausland. 1999 erhielt er den Preis des Israelischen Ministerpräsidenten Levi Eschkol für Lyrik.

## Werke in deutscher Sprache
- Tief pflügt das Leben, Bukarest 1956
- Fritzchens Abenteuer, Bukarest 1958
- Kunterbunte Verse, Bukarest 1958
- Unruhe, München 1997
- Im Schatten des Skorpions, Rimbaud Verlag, Aachen 2006, ISBN 978-3-89086-618-5.
- Im Lichte der langen Nacht, Rimbaud Verlag, Aachen 2008, ISBN 978-3-89086-567-6.
- Wo das All beginnen soll: ausgewählte Gedichte (Nachwort von Hans Bergel), Noack & Block, Berlin 2014, ISBN 978-3-86813-017-1.
- Haschen nach dem Wind. Die Gedichte. Herausgegeben von Monica Tempian und Hans-Jürgen Schrader, Arco Verlag, Wien 2017, ISBN 978-3-938375-87-7.
- Noch hör ich deine Schritte. Deutsch- und hebräischsprachige Gedichte. ʿOd holkhim tsaʿdikh. Herausgegeben von Monica Tempian und Jan Kühne, Edition Faust, Frankfurt am Main 2022, ISBN 978-3-949774-09-6.

## Briefwechsel
- Wir setzen das Gespräch fort … Briefwechsel eines Juden aus der Bukowina mit einem Deutschen aus Siebenbürgen. Manfred Winkler und Hans Bergel (herausgegeben und mit einem Nachwort versehen von Renate Windisch-Middendorf). Frank & Timme, Berlin 2012, ISBN 978-3-86596-381-9.
- „besser spät als nie“ – Manfred Winklers Korrespondenz mit Eveline und Hans-Jürgen Schrader. Herausgegeben und kommentiert von Hans-Jürgen Schrader, IKGS Verlag, München 2025, ISBN 978-3-942739-06-1.

## Bibliographie
- Hans-Jürgen Schrader: „Gottes starres Lid“ – Reflexionen geographischer und metaphorischer Grenzen in der Lyrik Manfred Winklers. In: Deutschsprachige Öffentlichkeit und Presse in Mittelost- und Südosteuropa (1848–1948). Herausgegeben von Andrei Corbea-Hoişie, Ion Lihaciu und Alexander Rubel. Editura Universităţii „Alexandru Ioan Cuza“, Iaşi – Hartung-Gorre Verlag, Konstanz 2008 (Jassyer Beiträge zur Germanistik, Bd. 12), S. 91–116.
- Claus Stephani: Grüne Mutter Bukowina. Deutsch-jüdische Schriftsteller der Bukowina. Eine Dokumentation in Handschriften, Büchern und Bildern. München: 2010. ISBN 978-3-927977-27-3.
- Claus Stephani: „Nimm hin mein Lied.“ Zur Dokumentarschau deutsch-jüdischer Dichter aus der Bukowina. In: David. Jüdische Kulturzeitschrift (Wien), 23/88, April 2011, S. 28–31.
- Christel Wollmann-Fiedler: Er übersetzte Paul Celan ins Hebräische – Manfred Winkler ist tot. In: Hermannstädter Zeitung, Hermannstadt/Rumänien, 1. August 2014.
- Christel Wollmann-Fiedler: Die vergessene Stadt, die unvergessene – Manfred Winkler (1922–2014). In: Zwischenwelt. Literatur-Widerstand-Exil, Hrsg. Theodor Kramer Gesellschaft, Wien, August 2014.
- Claus Stephani: Doch du musst bleiben. Gedanken zum Abschied von Manfred Winkler. In: David. Jüdische Kulturzeitschrift (Wien), 27/104, April 2015.
- Christel Wollmann-Fiedler: Manfred Winkler – Peste tot la el in camera dai de Celan. In: EUPHORION, Anul XXVI 2015, Sibiu/Rumänien, übersetzt von Nora Iuga, Bukarest
- Monica Tempian: Zwischenwelten. Manfred Winklers Gedichte der Übergangszeit nach 1959. In: Spiegelungen. Zeitschrift für deutsche Kultur und Geschichte Südosteuropas, 2015, Heft 2, S. 97–105.